# فصل برداشت: داستان دو شهر
فصل برداشت: داستان دو شهر (به انگلیسی: Harvest Moon: The Tale of Two Towns) و (به ژاپنی: 牧場物語 ふたごの村 Bokujō Monogatari: Futago no Mura) یکی از بازی‌های در سبک شبیه‌سازی مزرعه است که توسط شرکت مارولوس انترتینمنت و ناتسومی طراحی و ساخته شد. این بازی که در سری بازی‌های داستان فصل‌ها قرار دارد، برای نخستین بار در ۸ جولای ۲۰۱۰ در ژاپن منتشر شد. فصل برداشت: داستان دو شهر، برای کنسول‌های دستی نینتندو دی‌اس و نینتندو سه‌دی‌اس طراحی شده است.